# Nicolas Lundbye Kristiansen
Nicolas Lundbye Kristiansen (født d. 12. marts 1992) er en dansk håndboldspiller som spiller i Nordsjælland Håndbold. Han kom til klubben i 2018. Han har tidligere optrådt for HIK.
Han er bror til Nykøbing Falster Håndboldklub's Celine Lundbye Kristiansen.